# Cud w wiosce Santa Anna
Cud w wiosce Santa Anna (ang. Miracle at St. Anna) – amerykański film wojenny z 2008 roku w reżyserii Spike’a Lee. Wyprodukowany został przez wytwórnię Touchstone Pictures.
Światowa premiera filmu miała miejsce 26 września 2008 roku.

## Fabuła
II wojna światowa, Toskania. Podczas walk Hector Negron (Laz Alonso) z formacji Buffalo Soldiers wraz z kolegami przypadkiem odłącza się od oddziału. Trafiają do osady, gdzie ukrywają się włoscy partyzanci. Zaprzyjaźniają się z nimi. Wkrótce wioska zostaje osaczona przez hitlerowców.
W filmie znajdują się liczne nawiązania do wydarzeń historycznych, w szczególności do masakry we wsi Sant’Anna di Stazzema dokonanej przez Niemców w sierpniu 1944.

## Obsada
- Laz Alonso jako Hector
- Malcolm Goodwin jako Higgins
- D.B. Sweeney jako pułkownik Driscoll
- Walton Goggins jako Nokes
- Robert John Burke jako generał Ned Allman
- Omari Hardwick jako Huggs
- Stephen Taylor jako kapitan Rudden
- Jan Pohl jako Hans Brundt
- André Holland jako szeregowy Needles
- Sean Ryal jako starszy szeregowy Daniel Shaw

i inni

## Produkcja
Zdjęcia kręcono w Nowym Jorku oraz w Toskanii (Pescaglia, Gioviano, Stazzema i region Versilia w prowincji Lukka).